# Bão John (2006)
Bão John là cơn bão thứ 11 được đặt tên, bão cuồng phong thứ 7 và bão lớn thứ năm của mùa bão Đông Bắc Thái Bình Dương 2006. John hình thành vào ngày 28 tháng 8 từ một sóng nhiệt đới (sóng đông) trên vùng biển phía Nam Mexico. Nhờ những điều kiện thuận lợi, cơn bão tăng cường nhanh chóng và đạt đỉnh trong ngày 30 với sức gió 135 dặm/giờ (215 km/giờ). Tiếp theo sự tương tác với đất liền miền Tây Mexico cùng chu trình thay thế thành mắt bão diễn ra đã làm suy yếu John trước khi nó đổ bộ lên vùng Đông Nam Baja California Sur với sức gió 110 dặm/giờ (180 km/giờ) trong ngày 1 tháng 9. Sau đó cơn bão di chuyển theo hướng Tây Bắc, vượt bán đảo Baja California, suy yếu dần và tan vào ngày 4 tháng 9. Lượng ẩm từ những tàn dư của John đã lan đến vùng Tây Nam Hoa Kỳ.
John đã đe dọa nhiều địa điểm thuộc vùng duyên hải miền Tây Mexico, dẫn tới việc hàng chục ngàn người phải đi di tản. Tại những vùng ven biển Tây Mexico, gió mạnh làm cây cối gãy đổ còn mưa thì gây ra những trận lở đất. Thiệt hại tại bán đảo Baja California là trung bình, bao gồm hơn 200 ngôi nhà cùng hàng ngàn chiếc lều tạm bị tàn phá. Có 5 trường hợp thiệt mạng do bão tại Mexico và tổn thất là 663 triệu peso Mexico (60,8 triệu USD, trị giá năm 2006). Tại vùng Tây Nam Hoa Kỳ, hơi ẩm từ những tàn dư của John đã gây mưa lớn. Lượng mưa này giúp cải thiện tình hình hạn hán tại những vùng thuộc miền Bắc Texas, dù vậy nó cũng không đem lại lợi ích cho những khu vực đã nhận được lượng mưa lớn hơn trung bình trong cả năm.

## Lịch sử khí tượng
Một dải hội tụ nhiệt đới lớn sau đó được biết là bão John đã di chuyển ra ngoài bờ biển châu Phi ngày 17 tháng 8. Nó tiến vào vùng biển phía Đông Thái Bình Dương vào ngày 24 tháng 8 và nhanh chóng cho thấy dấu hiệu của sự hội tụ. Vào đêm hôm đó, phân loại Dvorak được áp dụng để phân tích khi nó mới ở trên vùng biển phía Tây Costa Rica, nó di chuyển theo hướng Tây- Tây Bắc với tốc độ khoảng 10- 15 mph (15– 25 km/h). Càng xuất hiện nhiều hơn các điều kiện thuận lợi cho bão phát triển, sự đối lưu tăng mạnh vào cuối ngày 26 tháng 8 trong khu vực áp thấp. Rạng sáng ngày 27 tháng 8, cấu tạo của cơn bão trở nên rõ ràng hơn khoảng 250 dặm (400 km) ở phía Nam- Tây Nam của Guatemala mặc cho đối lưu vẫn ở mức tối thiểu. Sáng sớm ngày 28 tháng 8, đối lưu ổn định, dải hội tụ hình thành rõ ràng, phát triển thành hệ thống Tropical Depression Eleven-E (Bão nhiệt đới phân loại 11-E).

Do lượng lớn của lực cắt dọc, cùng với nước ấm và lượng ẩm dồi dào,cường độ của cơn bão tăng ổn định như được dự đoán, vào ngày 28 tháng 8, bão chính thức trở thành bão nhiệt đới, được đặt tên khí tượng là John. Đối lưu thấp khiến bão tiếp tục phát triển mạnh hơn, khi đó, mắt bão hình thành- một biểu hiện đặc trưng của một cơn bão lớn. Sức bão tiếp tục tăng cường và đạt tính chất bão đặc trưng vào ngày 29 tháng 8 trong vòng 190 dặm (305 km) về phía Nam- Đông Nam Acpulco. Tính chất của bão tiếp tục trở nên rõ ràng hơn khi di chuyển về phía Tây- Tây Bắc quanh ngoại vi phía Tây Nam và đạt mức trung bình tại phía Bắc Mê-xi-cô. Cơn bão đã trải qua sự tăng cường nhanh chóng, bão John đã đạt được tình trạng bão lớn sau 12h sau khi hình thành. Ngay sau đó, mắt bảo trở nên mờ hơn và cường độ bão giữ nguyên ở mức 115 mph (185 km/h) do chu kì thay thế mắt. Một mắt khác được hình thành, dựa theo dữ liệu quan sát, cơn bão đạt loại 4 trong thang đo bão Saffir-Simpson Hurricane vào ngày 30 tháng 8, vào khoảng 160 dặm (260 km) ở phía Tây Acapulco, hay 95 dặm (155 km) ở phía Nam Lázaro Cárdenas, Michoacán. Vài giờ sau, cơn bão lại tiếp tục trải qua một chu kì thay thế mắt bão rồi sau đó suy yếu xuống loại 3 khi ở song song, ngoài khơi bờ biển Mê-xi-cô.

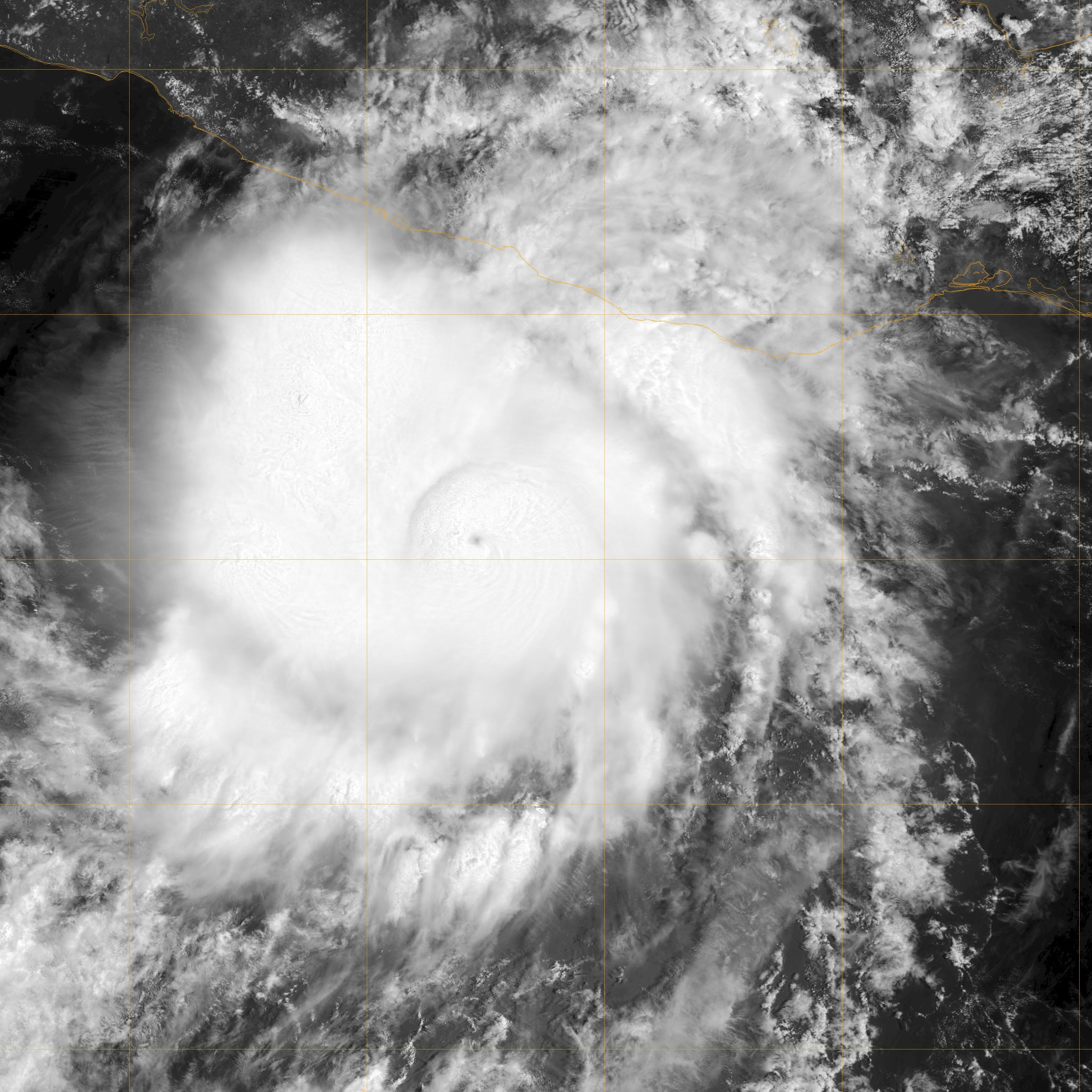
John khi đang trong quá trình tăng cường nhanh chóng

Do tương tác với đất liền và chu kì thay thế mắt bão, cường độ của bão John giảm xuống 105 mph (170 km/h) vào cuối ngày 31-8, nhưng lại mạnh trở lại thành một siêu bão khi mắt bão trở nên rõ ràng. Sau khi hoàn thành quá chu kì thay thế mắt bão, cơn bão lại yếu đi, tụt xuống loại 2. Vào ngày 1 tháng 9, cơn bão đổ bộ vào Cabo del Este ở mũi phía Nam của Baja California Sur với sức gió 110 mph (180 km/h). Khi đi qua La Paz, bão yếu đi thành bão loại 1 vào ngày 2 tháng 9 và trở thành bão nhiệt ngay trên đất liền. Bão tiếp tục suy yếu thành áp thấp nhiệt đới vào ngày 3 tháng 9. Đến ngày mùng 4 tháng 9, phần lớn các vùng đối lưu của bão đã tách riêng ra và lưu thông về phía Mê-xi-cô, sự lưu thông đã được thấy rõ trong vòng 24 giờ. Dựa trên sự tan ra của hệ thống mây và đối lưu, Trung tâm Bão Quốc gia thông báo đây là những hoạt động cuối cùng của hệ thống bão.

## Sự chuẩn bị
Quân đội Mê-xi-cô và Cơ quan Xử lý tình huống khẩn cấp đã đóng quân gần bờ biển, trong khi đó, các lớp học tại các trường công lập ở Acapulco bị hủy bỏ. Các quan chức ở Acapulco đã khuyên những người dân sống ở vùng trũng thấp sơ tán và đưa ra báo động, họ còn kêu gọi các ngư dân trở về bến cảng. Các nhà chức trách ở hai thành phố du lịch đôi là Ixtapa và Zihuatanejo đóng cửa các cửa biển. Quan chức chính phủ ở bang Jalisco cũng tuyên bố sơ tán bắt buộc với 8,000 người dân ở các vùng trũng thấp tới 900 nơi ở tạm thời